# Unabhängigkeitstag (Vereinigte Staaten)

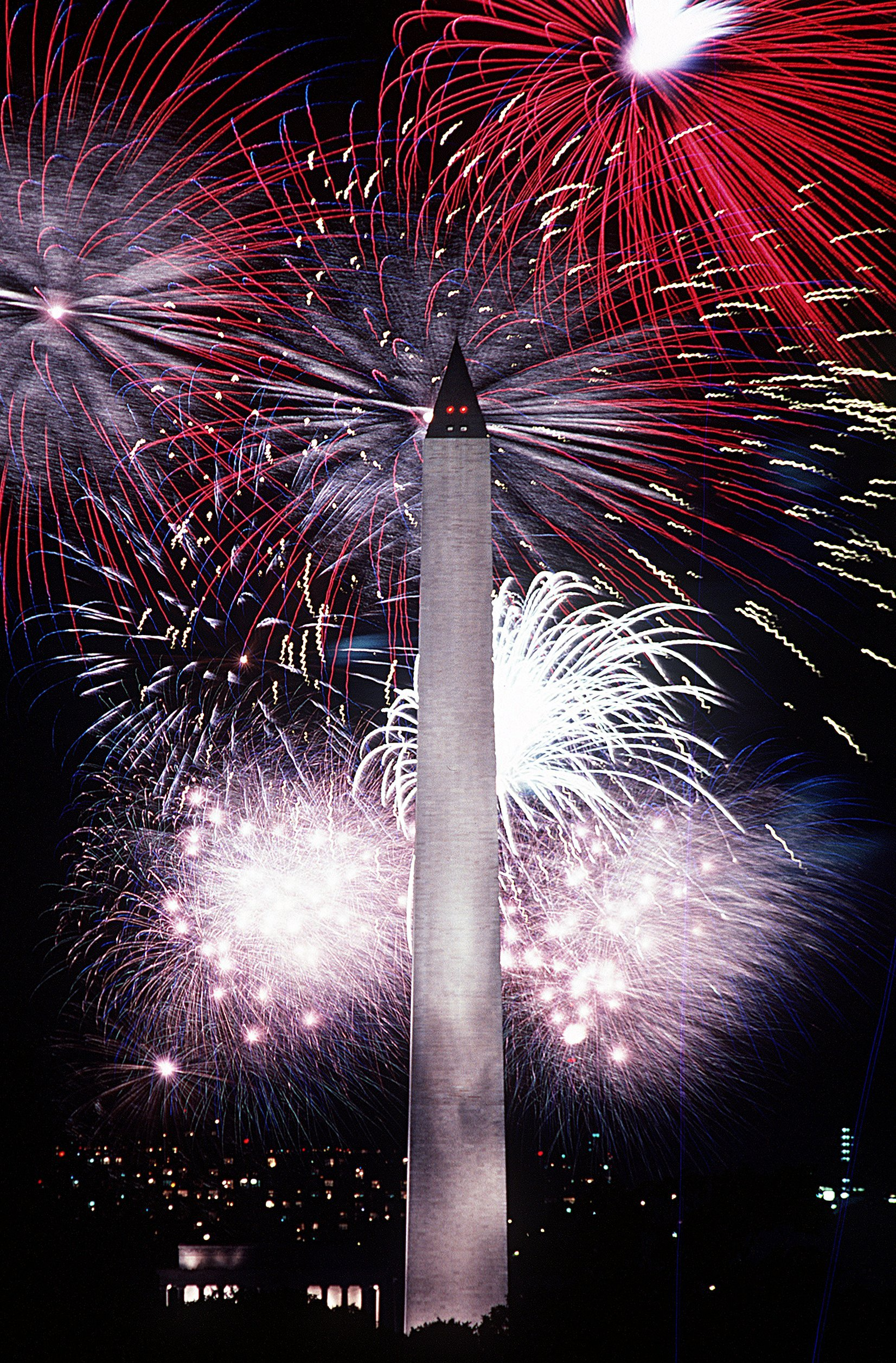
Feuerwerk am Washington Monument anlässlich des Independence Days 1986

Der Independence Day, englisch für Unabhängigkeitstag (auch Fourth of July, Vierter Juli), ist der Nationalfeiertag der Vereinigten Staaten von Amerika, der jedes Jahr am 4. Juli begangen wird.
Er erinnert an die Ratifizierung der Unabhängigkeitserklärung der Vereinigten Staaten durch den Kontinentalkongress am 4. Juli 1776 in Philadelphia. An jenem Tag wurden die ehemals britischen Dreizehn Kolonien erstmals in einem offiziellen Dokument als „Vereinigte Staaten von Amerika“ bezeichnet. Obwohl die rechtliche Grundlage der Vereinigten Staaten erst mit der Ratifizierung der noch heute gültigen US-Verfassung von 1787 am 21. Juni 1788 entstand, wird bereits der 4. Juli 1776 als Akt der Staatsgründung angesehen.

## Feierlichkeiten

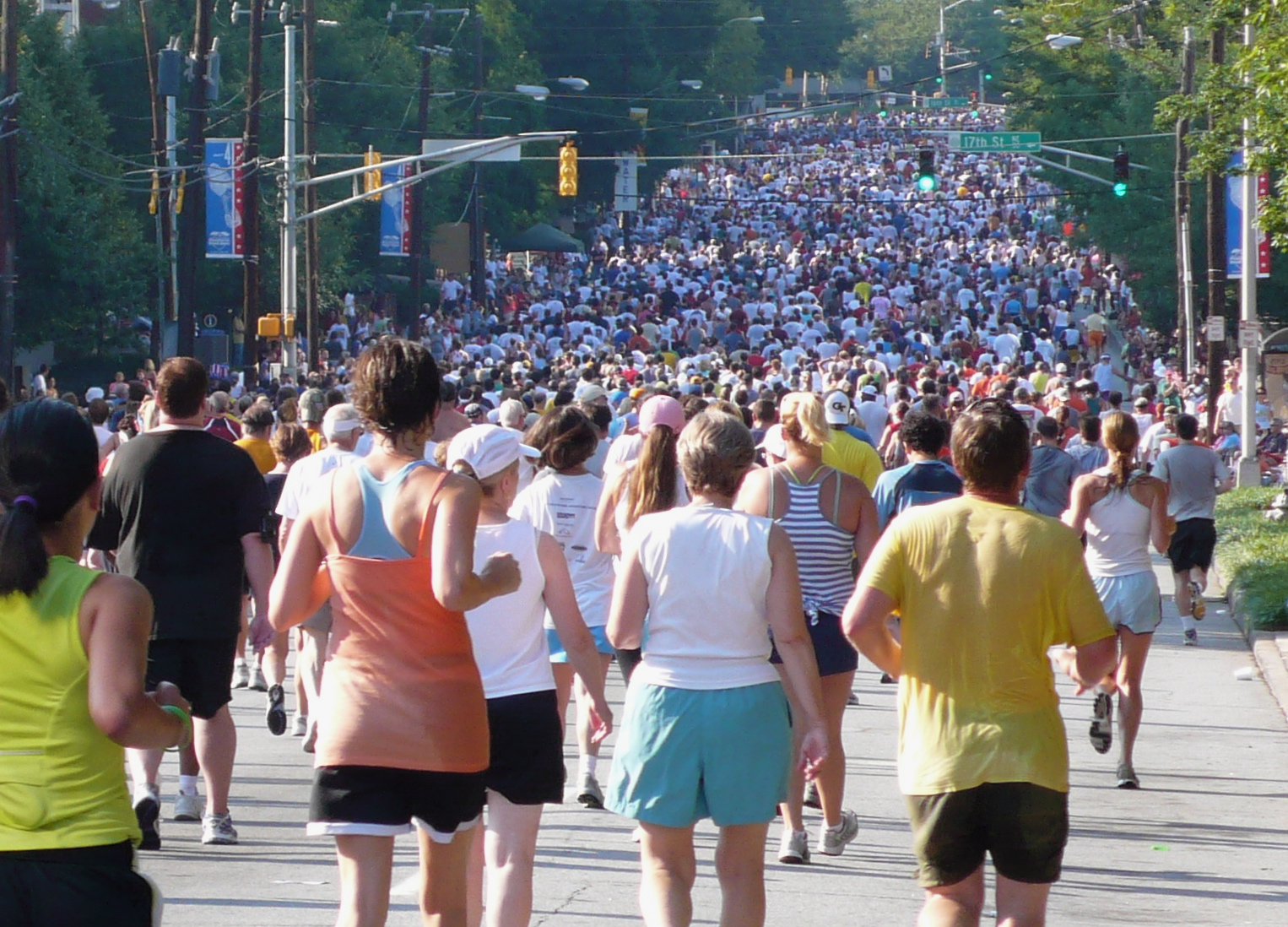
Das Peachtree Road Race (Peachtree-Road-Rennen) wird seit 1970 jedes Jahr anlässlich des Fourth of July in Atlanta ausgetragen

Am ersten Jahrestag der Erklärung der Unabhängigkeit, dem 4. Juli 1777, wurden in Boston morgens und abends je dreizehn Schüsse abgefeuert. Philadelphia feierte den ersten Jahrestag mit einem offiziellen Abendessen für den Kontinentalkongress, 13 Salutschüssen, Ansprachen, Gebeten, Musik, Paraden und Feuerwerk. Schiffe wurden mit rotem, weißem und blauem Fahnentuch geschmückt.
Im Jahr 1778 feierte George Washington den Unabhängigkeitstag mit einer doppelten Ration Rum für seine Soldaten und einem Artillerie-Gruß über den Atlantischen Ozean für die Botschafter John Adams und Benjamin Franklin, die sich zu dieser Zeit in Paris befanden.
Im Jahr 1783 wurde in Salem das Musikstück Psalm of Joy von Johann Friedrich Peter aufgeführt.
1791 wurde der Name Independence Day erstmals verwendet.
Heute kennzeichnen Picknicks und patriotische Paraden, Konzerte, Feuerwerke und das öffentliche Hissen der Flagge der Vereinigten Staaten diesen Feiertag; viele Gegenstände werden in den Farben Rot, Weiß und Blau geschmückt. Independence-Day-Feuerwerke werden häufig durch patriotische Lieder wie der Nationalhymne The Star-Spangled Banner, God Bless America, America the Beautiful, My Country, This Land Is Your Land oder Stars and Stripes Forever begleitet. Im Nordosten der Vereinigten Staaten ist auch der Yankee Doodle, in den ehemaligen Südstaaten der Dixie verbreitet.
Weiterhin finden in vielen Städten die Einbürgerungsfeiern für Immigranten statt.

## Symbolkraft
Wie der Nationalflagge und -hymne kommt dem Nationalfeiertag eine besondere symbolische Bedeutung im Rahmen der Zivilreligion zu. So werden Geschehnisse, die sich am 4. Juli ereignen, oft als Fingerzeig der Vorsehung für die Nation interpretiert, wieder andere Handlungen gerade am 4. Juli unternommen, um ihnen symbolischen Gehalt zu verleihen. Durch einen merkwürdigen Zufall starben etwa der zweite wie der dritte Präsident der Vereinigten Staaten, John Adams und Thomas Jefferson, am 4. Juli des Jahres 1826 (die Eltern Stephen Fosters, der an diesem Tag geboren wurde, erwogen kurz, ihren Sohn deshalb auf den Namen „Jefferson Adams Foster“ zu taufen). Auch James Monroe, der letzte Präsident aus der Generation der Gründerväter, starb an diesem Tag im Jahr 1831. Calvin Coolidge, 30. Präsident der Vereinigten Staaten, wurde am 4. Juli 1872 geboren. Zachary Taylor, der zwölfte Präsident, starb, nachdem er am 4. Juli 1850 trotz glühender Hitze eine patriotische Rede gehalten hatte, sich dabei mit großen Mengen Eiswasser erfrischte und sich so eine akute Gastroenteritis zuzog.
Henry David Thoreau zog am 4. Juli 1845 absichtlich in seine Hütte am Walden Pond, und dass Nathaniel Hawthorne am 4. Juli 1804 geboren wurde, schien seinen Reflexionen über die Vergangenheit und Zukunft der Nation eine besondere Qualität zu geben.
Im 20. Jahrhundert wurde dieser symbolische Akt etwa in dem Vietnamkriegsfilm Geboren am 4. Juli wieder aufgegriffen; in Roland Emmerichs Science-Fiction-Film Independence Day (1996) schlagen die amerikanischen Streitkräfte die Außerirdischen ebenfalls am amerikanischen Unabhängigkeitstag. Richard Ford, ein bedeutender amerikanischer Autor, schildert in seinem 1995 erschienenen Roman Unabhängigkeitstag (orig. Independence Day) einige exemplarische Juli-Tage im Leben eines typischen Amerikaners.